# 丁珝 (成化進士)
丁珝（？—？），山東濟南府武定州海豐縣人，明朝政治人物。

## 生平
成化二十年（1484年）甲辰科進士。授戶部主事，官至雲南按察司副使。正德三年（1508年）以老病致仕。因不與權璫劉瑾結交，下詔獄。劉瑾伏誅後，未見起用而卒。